# 아우스게이르 트뢰스티
아우스게이르 트뢰스티 에이나르손(Ásgeir Trausti Einarsson, 1992년 7월 1일 ~ )은 아이슬란드의 싱어송라이터이다. 간단히 아우스게이르 트뢰스티(Ásgeir Trausti)으로 더 잘 알려져 있으며, 더 줄여 아우스게이르(Ásgeir)라는 이름으로도 알려져 있다.

## 디스코그래피
- Dýrð í dauðaþögn
- In the Silence
- Afterglow
- Bury the Moon / Sátt
- Time on My Hands